# ビジャヤ・クマール・ガッチャダール

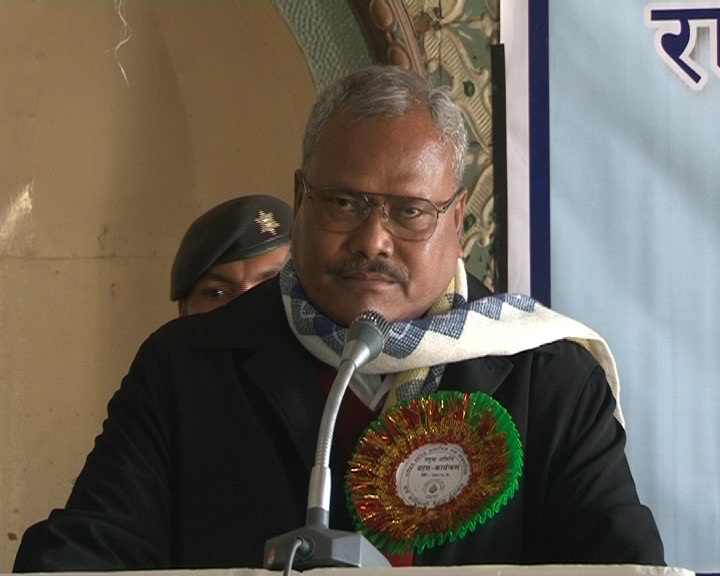
ビジャヤ・クマール・ガッチャダール

ビジャヤ・クマール・ガッチャダール（Bijaya Kumar Gachchhadar）はネパールの政治家。マデシ人権フォーラムの有力者として、プラチャンダ内閣に計画大臣として入閣。元水資源担当大臣。制憲議会議員。マーダブ・クマール・ネパール内閣の成立に積極的に動き、副首相兼建設大臣として入閣した。ガッチャダールは、10年後に党に戻ってきたため、ネパール会議のリーダーです。
ネパール会議派、ネパール会議派民主を経てマデシ人権フォーラムに入党。
党内でガッチャダール派を率い、党首のウペンドラ・ヤーダブとは緊張関係にあった。
2008年4月10日の制憲議会選挙ではスンサリ郡第3選挙区から立候補して当選している。2008年3月、ネパール会議派から除名されるが、その時にはマデシ人権フォーラムに加わっていた。
2009年5月、プラチャンダが首相を辞任した際には、統一共産党のマーダブ・クマール・ネパールを積極的に推し、その首相就任に大きな影響を与えた。一方、消極的であったウペンドラ・ヤーダブ党首と摩擦が生じた。6月5日、ヤーダブ党首はガッチャダールら7名の党幹部の追放処分と連立政権からの離脱を表明した。これにより、党の分裂は決定的となった。